# Sokolovna v Hradci Králové
Sokolovna v Hradci Králové je stavba na Eliščině nábřeží postavená podle návrhu architekta Milana Babušky z roku 1928 v letech 1928–1930.

## Historie
Sokol byl v Hradci Králové založen v roce 1866. Sokolové zpočátku ke svým aktivitám využívali provizorně různá místa, např. tělocvičnu ve Vyšší reálné škole v Komenského ulici. Svoji první vlastní sokolovnu hradecká sokolská jednota vybudovala v roce 1884. Vznikla přestavbou někdejší sladovny na Kavčím plácku. Tyto prostory však brzy přestaly stačit, a tak hned roku 1901 vzniklo družstvo s účelem získání finančních prostředků pro stavbu nové větší budovy.

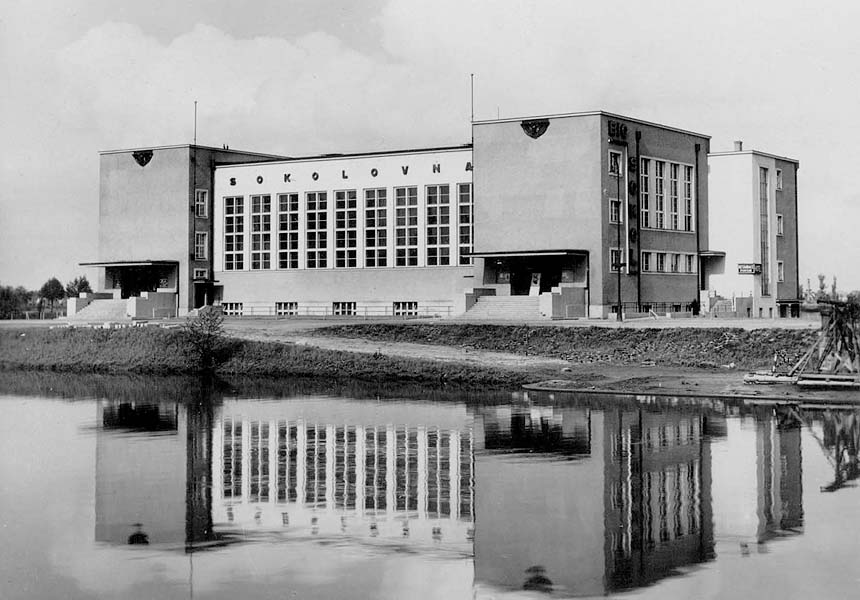
Budova sokolovny v době vzniku

V regulačním plánu města z roku 1909 bylo pro objekt vyčleněno území na tehdy budovaném Eliščině nábřeží. Architektonická soutěž na podobu nového areálu, který měl kromě tělocvičny zahrnovat také restauraci, kino a stadion, však byla vypsána až v roce 1921. Mezi 19 předloženými návrhy byly i osobité projekty Jiřího Krohy, Oldřicha Lisky, Otakara Novotného, Kamila Roškota. Porota ale vybrala návrh pražského architekta Milana Babušky, a to „pro jeho šťastné regulační, půdorysné a architektonické řešení“. Jedním z požadavků soutěže bylo to, aby sokolovna byla v harmonickém souladu s blízkou budovou muzea, a to svým pojetím Babuškův projekt splňoval.
Z důvodu nedostatku financí se projekt začal realizovat až v roce 1928, a to navíc ve výrazně střídmější podobě projektu ve stylu „bílého funkcionalismu“, který je ve své ryzí podobě v Hradci Králové velmi výjimečný.
V roce 1989 byla k jihovýchodnímu rohu sokolovny (v místech schodišťového rizalitu) přistavěna rozlehlá, částečně zapuštěná sportovní hala podle projektu architekta Karla Friedricha ml. z královéhradeckého Stavoprojektu, do níž byl přenesen hlavní vstup do tělovýchovné části komplexu. Sestupuje se k němu po širokém schodišti, jež umocňuje socha Hráč košíkové od Zdeňka Němečka.

## Popis budovy
Hlavní budova je trojkřídlá s půdorysem písmene H. Na ni na severu navazuje nižší hmota se sedlovou střechou původního kina, později přestavěného na budovu filharmonie.
Výraz hlavního průčelí objektu je založen na spolupůsobení fasády středního nižšího horizontálního křídla členěného vertikálními pásy oken a převýšených vertikálních štítů křídel s nečleněnými fasádami otevřenými pouze vstupy se schodišti, subtilními markýzami a původně i reliéfy sokolů pod korunními římsami. V architektuře stavby se uplatnily neonové reklamní nápisy a barevné omítky ve dvou hrubostech.
Budova byla postavena jako multifunkční a zahrnovala dva tělocvičné sály, restauraci a kinosál, devět hostinských pokojů a dvě spolkové noclehárny. V horních patrech se navíc nacházela tzv. výborovna, čítárna a zkušební síň pro sokolskou filharmonii. Zajímavými prvky objektu jsou vstupy v umělém kameni se zabudovanými výkladními skříněmi, harmonická linie zábradlí bočních schodišť, dešťové svody severního křídla a trámový strop ve vstupním prostoru.

### Kino (budova filharmonie)
Součástí komplexu sokolovny byla i budova kina, která se skládala ze sálu s galerií (778 sedadel), předsálí s šatnami, cukrárny a kuřárny. Hudební doprovod promítaných filmů zajišťoval velký orchestr. Během okupace byla sokolovna konfiskována a původní Grand-bio Sokol bylo přejmenováno na Kino Elektra. Později došlo k další změně názvu na kino Oko, jež poskytovalo zázemí pro orchestr a estrádní divadlo Reflektor. Činnost kina byla ukončena na počátku 90. let 20. století. Od roku 1991 v budově sídlí Filharmonie Hradec Králové navazující na odkaz původní Sokolské filharmonie. V letech 2004–2005 byl původní sál přestavěn podle projektu arch. Alexandra Wagnera.